# Diocesi di Loikaw
La diocesi di Loikaw (in latino Dioecesis Loikavensis) è una sede della Chiesa cattolica in Birmania suffraganea dell'arcidiocesi di Taunggyi. Nel 2023 contava 91.773 battezzati su 304.150 abitanti. È retta dal vescovo Celso Ba Shwe.

## Territorio
La diocesi comprende lo stato Kayah nel sud-est della Birmania.
Sede vescovile è la città di Loikaw, dove si trova la cattedrale di Cristo Re.
Il territorio è suddiviso in 40 parrocchie.

## Storia
La diocesi è stata eretta il 14 novembre 1988 con la bolla Catholica Ecclesia di papa Giovanni Paolo II, ricavandone il territorio dalla diocesi di Taunggyi (oggi arcidiocesi).
Originariamente suffraganea dell'arcidiocesi di Rangoon (oggi arcidiocesi di Yangon), il 17 gennaio 1998 è entrata a far parte della provincia ecclesiastica di Taunggyi.

## Cronotassi dei vescovi
Si omettono i periodi di sede vacante non superiori ai 2 anni o non storicamente accertati.
- Sotero Phamo (Thein Myint) (14 novembre 1988 - 26 aprile 2014 dimesso)
- Stephen Tjephe † (15 novembre 2014 - 16 dicembre 2020 deceduto)[1]
  - Sede vacante (2020-2023)
- Celso Ba Shwe, dal 29 marzo 2023[2]

## Statistiche
La diocesi nel 2023 su una popolazione di 304.150 persone contava 91.773 battezzati, corrispondenti al 30,2% del totale.
| anno | popolazione | popolazione | popolazione | presbiteri | presbiteri | presbiteri | presbiteri                | diaconi | religiosi | religiosi | parrocchie |
| anno | battezzati  | totale      | %           | numero     | secolari   | regolari   | battezzati per presbitero | diaconi | uomini    | donne     | parrocchie |
| ---- | ----------- | ----------- | ----------- | ---------- | ---------- | ---------- | ------------------------- | ------- | --------- | --------- | ---------- |
| 1990 | 45.659      | 150.000     | 30,4        | 30         | 30         |            | 1.521                     |         | 3         | 68        | 17         |
| 1999 | 56.374      | 188.000     | 30,0        | 71         | 67         | 4          | 794                       |         | 8         | 123       | 24         |
| 2000 | 55.775      | 190.436     | 29,3        | 70         | 69         | 1          | 796                       |         | 11        | 131       | 22         |
| 2001 | 58.096      | 190.436     | 30,5        | 63         | 57         | 6          | 922                       |         | 15        | 119       | 22         |
| 2002 | 57.851      | 277.009     | 20,9        | 64         | 59         | 5          | 903                       |         | 11        | 89        | 22         |
| 2003 | 60.701      | 277.009     | 21,9        | 65         | 57         | 8          | 933                       |         | 10        | 139       | 27         |
| 2004 | 62.083      | 301.187     | 20,6        | 63         | 55         | 8          | 985                       |         | 10        | 149       | 28         |
| 2013 | 74.868      | 346.000     | 21,6        | 93         | 75         | 18         | 805                       |         | 37        | 198       | 35         |
| 2016 | 81.074      | 358.000     | 22,6        | 139        | 98         | 41         | 583                       |         | 52        | 210       | 39         |
| 2019 | 85.981      | 293.671     | 29,3        | 132        | 86         | 46         | 651                       |         | 56        | 215       | 40         |
| 2021 | 91.773      | 303.351     | 30,3        | 104        | 88         | 16         | 882                       |         | 20        | 234       | 40         |
| 2023 | 91.773      | 304.150     | 30,2        | 102        | 89         | 13         | 899                       |         | 21        | 230       | 40         |